# پیتر آر. هانت
پیتر آر. هانت (انگلیسی: Peter R. Hunt؛ ۱۱ مارس ۱۹۲۵ – ۱۴ اوت ۲۰۰۲) یک کارگردان و تدوین‌گر اهل بریتانیا بود.
وی کارگردان فیلم‌هایی همچون در خدمت سرویس مخفی ملکه بوده است.